# Manjot Sandhu
Manjot Sandhu (ur. 19 sierpnia 1990) – kanadyjski zapaśnik w stylu wolnym. Zajął osiemnaste miejsce na mistrzostwach świata w 2013. Trzeci na mistrzostwach Wspólnoty Narodów w 2009 roku.